# Witte boormossel

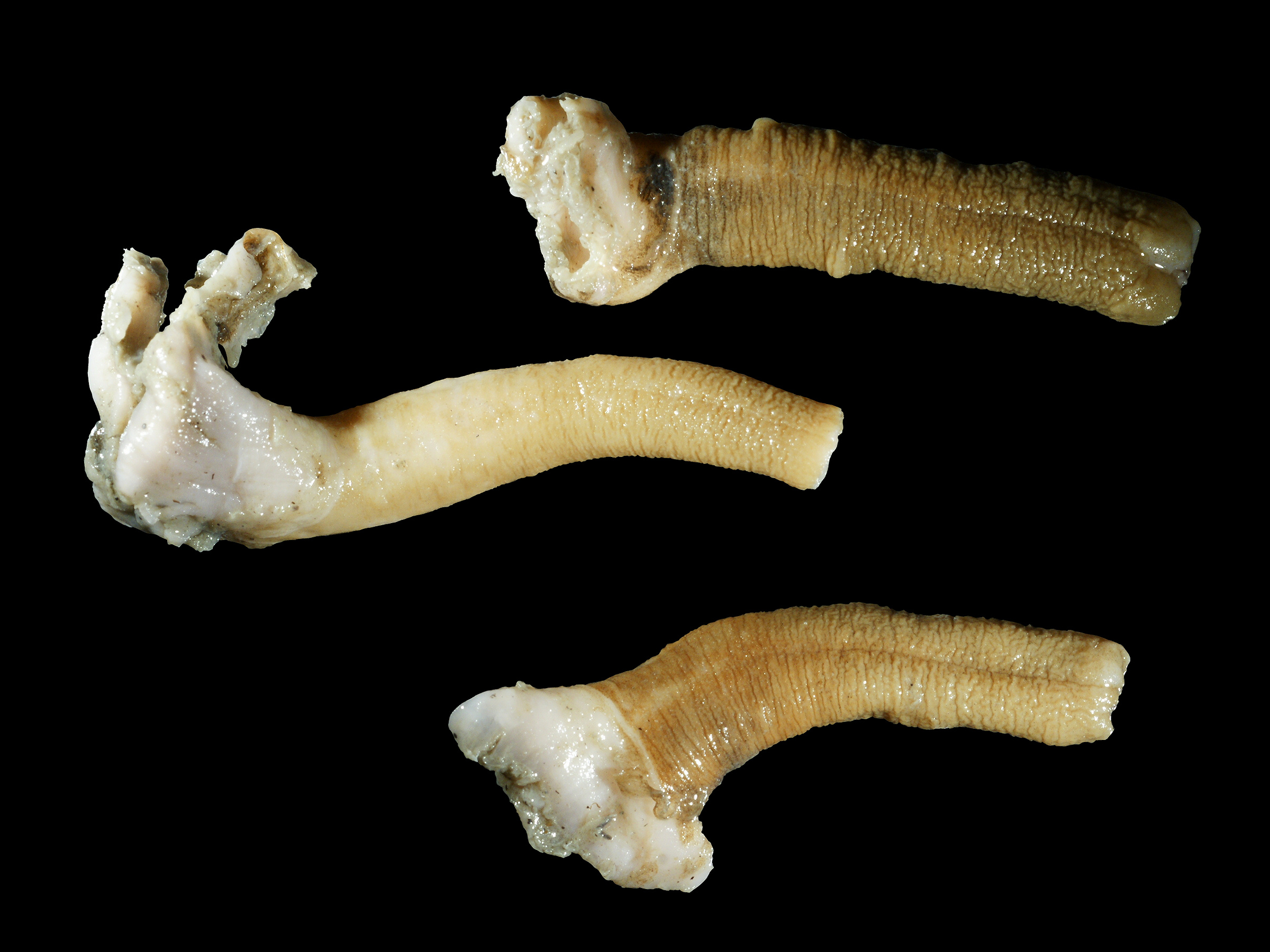
Sifons van Barnea candida

De witte boormossel (Barnea candida) is een in zee levend tweekleppig weekdier behorend tot de familie van de boormossels.

## Beschrijving

### Schelpkenmerken
De schelp is langwerpig van vorm en is bedekt met horizontale ribben, gekruist door verticale. Op die manier vormt zich een traliewerkstructuur. Op de kruispunten staan schubvormige stekels. Aan de binnenkant van de schelp zit een dunne, gebogen rand. Er is nog een derde zogenaamd accessorisch schelpstuk dat bij doubletten tussen de omgeslagen bovenrand ligt.
De witte boormossel onderscheidt zich van de Amerikaanse boormossel (niet verwant aan elkaar) door zijn omgeslagen bovenrand en de aanwezigheid van het accessorisch schelpstuk wat bij de laatste ontbreekt. Bovendien is de schelp van de Witte boormossel veel dunschaliger en breekbaarder.

Rechter klep
Linker klep

### Grootte
Lengte tot 65 mm, hoogte tot 20 mm.

### Kleur
Kalkwit, geelwit of grijs. De opperhuid is geelgrijs.

### Voorkomen
Losse kleppen spoelen vrij algemeen aan langs de hele kust, maar beduidend minder dan de kleppen van de Amerikaanse boormossel. Doubletten met accessorische schelpstukken zijn te vinden in aangespoelde veenbonken en hout. Ook in gruis zijn de accessorische schelpstukken zo nu en dan te vinden.

### Fossiel voorkomen
De witte boormossel is in het Noordzeegebied niet zeldzaam in afzettingen uit het Holoceen, het Eemien en het late Midden Pleistoceen. Oudere voorkomens die met zekerheid gedetermineerd zijn, zijn niet bekend. Omdat vaak alleen fragmenten worden gevonden en in het Plioceen een veel op de Witte boormossel gelijkende soort voorkomt, is onduidelijk tot hoe oud de Witte boormossel in werkelijkheid nog aanwezig is.
Op Nederlandse en Belgische stranden kunnen fossielen uit het Holoceen, en Pleistocene interglacialen tot en met het late Midden Pleistoceen worden gevonden, deze zijn echter nauwelijks van recente exemplaren te onderscheiden.